# 임명숙
임명숙(林明淑, 1955년 3월 28일, 경기도 고양시 ~ 2020년 12월 17일) 대한민국의 정치인이다. 울산 동구의원, 울산광역시의원을 지냈다.

## 학력
- 서울여자상업고등학교 졸업
- 건국대학교 영문과 2년 중퇴
- 울산대학교 지역개발학과 졸업
- 부산대학교 행정대학원 행정학과 졸업

## 경력
- 사회복지사 1급
- 현대중공업 근무
- 현대주부대학 15기 회장
- 대송중학교 운영위원장
- 일산중학교 운영위원장
- 명덕초등학교 운영위원장
- 울산광역시 여성발전위원장
- 정몽준 국회의원 사무국 부위원장
- 울산광역시 지역사회교육협의회 이사
- 울산광역시 지적장애인복지협회 회장
- 1995.07 ~ 1997.07 제2대 경상남도 울산시의회 의원
- 1995.07 ~ 1996.12 제2대 경상남도 울산시의회 전반기 보사위원회 위원
- 1995.07 ~ 1996.12 제2대 경상남도 울산시의회 전반기 예산결산특별위원회 위원
- 1997.01 ~ 1997.07 제2대 경상남도 울산시의회 후반기 내무위원회 위원
- 1997.07 ~ 1998.06 제1대 울산광역시의회 의원
- 1997.07 ~ 1998.06 제1대 울산광역시의회 후반기 교육사회위원회 위원
- 1998.07 ~ 2002.06 제2대 울산광역시 동구의회 의원
- 2000.07 ~ 2002.06 제2대 울산광역시 동구의회 후반기 예산결산특별위원회 위원
- 울산 동구의회를 사랑하는 사람들 자문위원
- 2002.07 ~ 2006.06 제3대 울산광역시의회 의원
- 2002.07 ~ 2004.07 제3대 울산광역시의회 전반기 교육사회위원회 위원
- 2002.07 ~ 2004.07 제3대 울산광역시의회 전반기 의회운영위원회 위원
- 2002.07 ~ 2004.07 제3대 울산광역시의회 전반기 예산결산특별위원회 위원장
- 2004.07 ~ 2006.06 제3대 울산광역시의회 후반기 교육사회위원회 위원
- 2004.07 ~ 2006.06 제3대 울산광역시의회 후반기 예산결산특별위원회 위원
- 2006.07 ~ 2011.02 울산광역시청 복지여성국 국장

## 역대 선거 결과
|  | 59.04% |

|  | 39.90% |

|  | 51.95% |

|  | 35.44% |

|  | 43.02% |